# بادگیر قمرود
بادگیر قمرود مربوط به دوره قاجار است و در شهرستان قم، بخش مرکزی، روستای قمرود واقع شده است. این اثر در تاریخ ۱۹ اسفند ۱۳۸۰ با شماره ثبت ۴۸۶۱ به عنوان یکی از آثار ملی ایران به ثبت رسیده است.